# Сноудония
„Сноудония“ (на английски: Snowdonia; на уелски: Eryri, „Еръри“) е планински регион и национален парк в Северен Уелс, разположен на площ от 2130 km2.
От всичките три национални парка на територията на Уелс този е първият официално обявен – през 1951 година.

## Граници
Английското име на областта, Сноудония, идва от името на най-високия връх Сноудън (Snowdon) в Уелс с височина 1085 m. На уелски, областта се нарича Еръри. Едно предположение за произхода на това име е, че идва от думата за орел (eryr), но според други източници означава просто високопланински земи.
Преди официалното обозначаване на границите на националния парк, под Сноудония обикновено се разбирала по-малка територия: висопланинските части около планинския масив Сноудън, разположен в северната част на административната област Гуинед. След обявяването на националния парк, границите на Сноудония са разширяват на юг и с това наименование вече се означава регион с над два пъти по-голяма от дотогавашната площ. Тези сведения личат ясно от книги, публикувани допреди 1951 година като класическия пътепис „Дивият Уелс“ от Джордж Бъроу (1862), „Планините на Сноудония“ от Х. Кар и Дж. Листър (1925) и книгата „Сноудония“ от Ф. Дж. Норт (1949).

## Национален парк
Националният парк Сноудония (на английски: Snowdonia National Park; на уелски: Parc Cenedlaethol Eryri) е обявен през 1951 година като първият за територията на Уелс и трети поред национален парк във Великобритания след Пийк Дистрикт в планинските части на Централна Англия и Лейк Дистрикт в планинските части на Северозападна Англия. Другите два национални парка в Уелс – Пембрукшър Коуст и Брекън Бийкънс са създадени съответно през 1952 и 1957 година.
Паркът заема площ от 2130 km2) и брегова линия, дълга 60 km.
Паркът се управлява от Служба „Национален парк Сноудония“, който се състои от представители на местното самоуправление и представители на уелското правителство, с главен офис в Пенриндейдрайт (Penrhyndeudraeth). За разлика от националните паркове в други страни, Сноудония (както и другите подобни паркове във Великобритания) се състоят както от държавни, така и от частни земи, управлявани от централизиран планиращ орган. Земите в състава на Сноуд са: 69,9% на частни стопани, 15,8% на Комисията по горско стопанство, 8,9% на Националния тръст, 1,7% на Уелския съвет по селските територии (Countryside Council for Wales), 1,2% на Службата на парка, 0,9% на водни компании и 1,6% други.
Въпреки че по-голямата част от земята на територията на парка е планинска, той обхваща и територии с население от над 26 000 души, и традиционно в парка се извършва и значителен дял селскостопанска дейност. Паркът привлича над 6 милиона туристи годишно, което прави Сноудония третият най-посещаван национален парк в Англия и Уелс.
В парка се поддържат общо 2380 km публични туристически пътеки, 264 km публични пътеки за конна езда и 74 km други публични пътища. В голяма част от парка е гарантирано правото на свободно придвижване (right to roam, freedom to roam).

### Природа
Цялата брегова ивица на парка е специална консервационна зона, простираща се от полуостров Хлийн (Llŷn) на юг по крайбрежието на Централен Уелс, в което се намират ценни от екологична гледна точка зони с пясъчни дюни.
Естествените гори в парка са от смесен тип, като най-разпространеният дървесен вид е зимният (уелски) дъб. Също често срещани са брезата, ясенът, офиката и леската. Паркът съдържа и големи горски масиви от изкуствено насадени иглолистни дървета, а други територии, които в миналото са изсичани, днес биват оставяни отново да се залесят по естествен начин.
Северните части на Сноудония са единственото място на британския остров, където вирее арктико-алпийското растение „Сноудънска лилия“ (Gagea serotina) и се среща бръмбарът „Сноудънски бръмбар“ (Chrysolina cerealis), характерен с окраска подобна на дъга. Ендемит, специфичен само за националния парк Сноудония, е растението „Сноудънска рунянка“ (Hieracium snowdoniense).
Редки бозайници, които обитават парка, са видра, пор и дива коза; от години не са наблюдавани златки. Редките птици включват гарван, сокол скитник, орел рибар, малък сокол и червена каня.

## Климат
Сноудония е едно от най-влажните места във Великобритания: най-влажната точка на страната се намира на острия планински хребет Криб Гох (Crib Goch) със средногодишни валежи от 4473 mm, измерени през последните 30 години.

## Други
Много от сцените на открито във филма „Убиецът на дракони“ са заснети в Сноудония.